# Wapen van Leudal

Wapen van Leudal

Het wapen van de Nederlandse gemeente Leudal in Limburg is op 1 december 2008 bij Koninklijk Besluit door de Hoge Raad van Adel aan de gemeente toegekend. Zowel het wapen als de vlag zijn ontworpen door René Vroomen van de commissie Heraldiek van het Limburgs Genootschap voor Oudheidkunde en Geschiedenis (LGOG).

## Geschiedenis
Leudal is op 1 januari 2007 ontstaan uit de voormalige gemeenten Haelen, Heythuysen, Hunsel en Roggel en Neer. Deze gemeenten voerden een wapen met daarin onder andere de drie hoorns van het Huis Horne, als verwijzing naar het Graafschap Horne waarin een groot deel van het gebied ooit lag. Het schildhoofd symboliseert het voormalige vrije vorstendom Thorn en kwam ook al voor in het oude wapen van Heythuizen. De gemeente vroeg in eerste instantie een wapen aan waarin de abdissenstaf was gekruist met een zwaard, om zo de geestelijke en wereldlijke macht te symboliseren (vergelijkbaar met het wapen van Maasgouw, waarin deze beide symbolen voorkomen). Omdat Thorn niet in de gemeente Leudal ligt, werd dit afgewezen. De Hoge Raad van Adel stelde voor het zwaard te laten vervallen en in plaats daarvan in het schildhoofd een golvende zilveren lijn af te beelden die de Leu voorstelt. De gemeente wilde echter de abdissenstaf behouden, waarmee het uiteindelijke wapen ontstond.

## Blazoen
De beschrijving van het wapen luidt:
In goud drie hoorns van keel; in een schildhoofd van azuur een liggende abdissenstaf van goud, met sluier van zilver, de kromming naar beneden gericht. Het schild gedekt met een gouden kroon van vijf bladeren.
N.B.:
- De heraldische kleuren in het wapen zijn goud (geel), keel (rood), zilver (wit) en azuur (blauw).

## Verwante wapens
Onderstaande wapens zijn verwant aan dat van Leudal:

Het wapen van Horn
Het wapen van Haelen
Het wapen van Buggenum
Het wapen van Heythuysen
Het wapen van Hunsel
Het wapen van Roggel en Neer
Het wapen van Neeritter
Het wapen van Maasgouw